# Núñez (Familienname)
Núñez, Nuñez oder Nunez ist ein spanischer Familienname.

## Namensträger

### A
- Abel Alonso Núñez (1921–2003), spanischer Geistlicher, Bischof von Campo Maior
- Adán Núñez (* 1974), mexikanischer Fußballspieler
- Alan Núñez (* 2004), paraguayischer Fußballspieler
- Alberto Núñez Feijóo (* 1961), spanischer Beamter und Politiker (PP)
- Alcide Nunez (1884–1934), US-amerikanischer Klarinettist
- Alejandro Núñez Allauca (* 1943), peruanischer Komponist
- Alfredo Núñez (1960–2008), chilenischer Fußballspieler und -trainer
- Alfredo Núñez de Borbón (1908–1979), mexikanischer Geiger und Komponist
- Alonso Núñez de Castro (1627–1695), spanischer Historiker und Chronist
- Alonso Núñez de Haro y Peralta (1729–1800), Erzbischof von Mexiko und Vizekönig von Neuspanien
- Álvar Núñez Cabeza de Vaca (um 1490–um 1557), spanischer Seefahrer und Entdecker
- Álvaro Núñez (* 1973), uruguayischer Fußballspieler
- Antonio Nuñez (Künstler) (* 1971), kubanischer Künstler
- Antonio Núñez (* 1979), spanischer Fußballspieler
- Antonio Núñez Jiménez (1923–1998), kubanischer Revolutionär und Akademiker
- Antonio Nuñez Montoya, eigentlicher Name von El Chocolate (1930–2005), spanischer Flamencosänger
- Antonio Mamerto Gil Núñez, eigentlicher Name von Gauchito Gil (1840–1878), argentinischer Volksheiliger
- Armando Núñez († 2010), dominikanischer Mediziner

### B
- Benjamín Núñez Vargas (1915–1994), costa-ricanischer Priester und Diplomat
- Benji Núñez (Benjamín Rafael Núñez Rodríguez, * 1995), spanisch-dominikanischer Fußballspieler
- Blasco Núñez de Vela (1490–1546), Vizekönig von Peru

### C
- Camilo Núñez (* 1994), uruguayischer Fußballspieler
- Carlos Núñez (Freiheitskämpfer) († vor 1877), venezolanischer Freiheitskämpfer
- Carlos Núñez (Musiker) (* 1971), spanischer Musiker
- Carlos Núñez (Fußballspieler) (* 1992), uruguayischer Fußballspieler
- Carmen Belén Núñez (* 1957), spanische Wasserspringerin
- Christian Núñez (* 1982), uruguayischer Fußballspieler
- Claudio Núñez (* 1975), chilenischer Fußballspieler
- Colon Núñez (* 1955), ecuadorianischer Tennisspieler
- Conchita Núñez (1943–2009), spanische Schauspielerin und Synchronsprecherin
- Cristian Nuñez (* 1988), kanadischer Fußballspieler
- Cristopher Núñez (* 1997), costa-ricanischer Fußballspieler

### D
- Daniel Núñez (* 1958), kubanischer Gewichtheber
- Daniel Núñez del Prado (1840–1891), bolivianischer Arzt
- Daniel Corral Núñez (* 1967), mexikanischer Fußballspieler
- Daniel Enrique Núñez Núñez (1927–1999),  panamaischer Geistlicher, Bischof von David
- Darwin Núñez (* 1999), uruguayischer Fußballspieler
- Diego Núñez de Avendaño († 1606), spanischer Jurist und Vizekönig von Peru
- Diómedes Núñez, dominikanischer Merenguesänger

### E
- Edison Pérez Núñez (* 1936), peruanischer Fußballschiedsrichter
- Emilio Núñez Portuondo (1898–1978), kubanischer Rechtsanwalt und Politiker
- Eric Nunez (* 1982), US-amerikanischer Tennisspieler
- Eslinda Núñez (* 1943), kubanische Schauspielerin

### F
- Fabian Núñez (* 1966), US-amerikanischer Politiker
- Fabricio Núñez (* 1985), uruguayischer Fußballspieler
- Flip Nuñez (1931–1995), US-amerikanischer Jazzpianist und Sänger
- Fran Núñez (Francisco José Núñez Rodríguez, * 1995), spanisch-dominikanischer Fußballspieler
- Francisco Javier Sandomingo Núñez (* 1954), spanischer Diplomat

### G
- Gabriel Núñez (Fußballspieler, 1942) (Gabriel Núñez Aguirre, 1942–2021), mexikanischer Fußballspieler
- Gabriel Núñez (Fußballspieler, 1994) (Gabriel Ernesto Núñez D’Alessandro, * 1994), salvadorianisch-dominikanischer Fußballspieler
- Gabriele Betancourt Nuñez (* 1951), deutsche Kunsthistorikerin
- Gaspar Núñez de Arce (1834–1903), spanischer Dichter, Journalist und Politiker
- Gerardo Núñez (* 1961), spanischer Flamencogitarrist
- Gonzalo Núñez (* 1954), ecuadorianischer Tennisspieler

### H
- Héctor Núñez (1936–2011), uruguayischer Fußballspieler und -trainer
- Hernán Núñez de Toledo (1475–1553), spanischer Philologe, Hochschullehrer, Bibelübersetzer
- Heydi Núñez Gómez (* 1979), dominikanisch-deutsches Model, Musikerin und Reality-TV-Teilnehmerin
- Hugo Núñez (* 1961), ecuadorianischer Tennisspieler

### I
- Israel Núñez (* 1979), spanischer Radrennfahrer

### J
- Javier Núñez (Schwimmer, 1983) (* 1983), spanischer Schwimmer
- Javier Núñez (Schwimmer, 2007) (* 2007), dominikanischer Schwimmer
- Jordi Núñez (* 1968), spanischer Handballspieler
- Jorge Núñez (* 1978), paraguayischer Fußballspieler
- José Núñez († 1880), nicaraguanischer Politiker, Präsident zwischen 1834 und 1839
- José Manuel Núñez Amaral (1889–1977), mexikanischer Militär und Fußballfunktionär
- José de Jesús Núñez Viloria (1938–2024), venezolanischer Geistlicher, Bischof von Ciudad Guayana
- Josep Lluís Núñez (1931–2018), spanischer Fußballfunktionär
- Juan Núñez (Leichtathlet) (* 1959), dominikanischer Sprinter
- Juan Núñez (Basketballspieler) (* 2004), spanischer Basketballspieler
- Juan Carlos Núñez (Komponist) (* 1947), venezolanischer Komponist
- Juan Carlos Núñez (Fußballspieler, 1966) (* 1966), spanischer Fußballspieler
- Juan Carlos Núñez (Volleyballtrainer), puerto-ricanischer Volleyballtrainer
- Juan Carlos Núñez (Fußballspieler, 1983) (* 1983), mexikanischer Fußballspieler
- Juan Rogelio Núñez (1953–2005), chilenischer Fußballspieler
- Juan Vitalio Acuña Núñez (1925–1967), kubanischer Revolutionär
- Jorge Letelier Núñez (1887–1966), chilenischer Maler

### L
- Laurent Nuñez (* 1964), französischer Regierungsbeamter und Politiker
- Leonel Núñez (* 1984), argentinischer Fußballspieler
- Louis Nuñez († 2015), US-amerikanischer Verwaltungsbeamter und Bürgerrechtsaktivist
- Luis Núñez (Leichtathlet) (* 1964), dominikanischer Leichtathlet
- Luis Núñez (Fußballspieler, 20. Januar 1980) (Luis Patricio Núñez Blanco, * 1980), chilenischer Fußballspieler
- Luis Núñez (Fußballspieler, 3. Mai 1980) (Luis Alejandro Núñez López, * 1980), paraguayischer Fußballspieler
- Luis Núñez (Fußballspieler, 1983) (Luis Alberto Nuñez Charales, * 1983), kolumbianischer Fußballspieler
- Luis Bernardino Núñez Villacís (* 1963), ecuadorianischer Geistlicher, römisch-katholischer Bischof von Tulcán
- Luis Diego Núñez (* 1973), costa-ricanischer Tennisspieler

### M
- Manuel Núñez (* 1927), uruguayischer Politiker
- Manuel Ángel Núñez Soto (* 1951), mexikanischer Politiker
- Marcelino Núñez (* 2000), chilenischer Fußballspieler
- Marcos Núñez (* 1961), chilenischer Tischtennisspieler
- Margarita Núñez (* 1993), peruanische Leichtathletin
- María Núñez Nistal (* 1988), spanische Handballspielerin
- María José Sánchez Núñez (* 1961), spanische Comiczeichnerin
- Marianela Núñez (* 1982), argentinische Balletttänzerin
- Maribel Núñez-Valdez, Physikerin und Hochschullehrerin
- Mario Núñez (* 1976), chilenischer Fußballspieler
- Martín Núñez (* 1987), uruguayischer Fußballspieler
- Martín Carbajo Núñez (* 1958), spanischer Theologe
- Maylor Núñez (* 1996), honduranischer Fußballspieler
- Miguel Núñez (Leichtathlet) (Miguel Núñez Lima; * 1947), dominikanischer Leichtathlet
- Miguel Nuñez (Musiker), kubanischer Pianist der Nueva Trova
- Miguel Núñez Borreguero (* 1987), spanischer Fußballspieler
- Miguel Núñez de Sanabria (1645–1729), spanischer Jurist
- Miguel Núñez Vila (1922–2013), spanischer Fußballspieler
- Miguel A. Nunez junior (* 1964), US-amerikanischer Schauspieler
- Miguel Ángel Núñez Acosta (* 1979), spanischer Fußballspieler
- Miguel Gerónimo Suárez y Núñez († um 1792), spanischer Publizist und Gelehrter
- Miki Núñez (* 1996), spanischer Sänger
- Milton Núñez (* 1972), honduranischer Fußballspieler

### N
- Nicolás Núñez (Fußballspieler, 1984) (Nicolás Arnaldo Nuñez Rojas; * 1984), chilenischer Fußballspieler
- Nicolás Núñez (Fußballspieler, 1985) (Carlos Nicolás Núñez Anidape; * 1985), uruguayischer Fußballspieler
- Nicolás Núñez (Fußballspieler, 1998) (Juan Nicolás Núñez Almeida; * 1998), uruguayischer Fußballspieler
- Nepomuceno Moreno Núñez († 2011), mexikanischer Menschenrechtsaktivist, Mordopfer

### O
- Olga Núñez Abaunza (1920–1971), nicaraguische Schriftstellerin, Juristin und Politikerin
- Oscar Núñez (Schauspieler, 1929) (1929–2012), argentinischer Schauspieler
- Oscar Nuñez (Schauspieler, 1958) (* 1958), kubanisch-US-amerikanischer Schauspieler
- Oscar Núñez (Textdichter), Textdichter

### P
- Pablo Núñez (* 1991), costa-ricanischer Tennisspieler
- Paola Núñez (* 1978), mexikanische Schauspielerin
- Pavel Núñez, dominikanischer Sänger und Komponist

### R
- Rafael Núñez (1825–1894), kolumbianischer Politiker, Präsident 1880 bis 1882 und 1884 bis 1887
- Rafael Núñez (Fußballspieler) (Rafael Leonardo Núñez Mata; * 2002), dominikanisch-spanischer Fußballspieler
- Rafael Leónidas Felipe y Núñez (* 1938), dominikanischer Priester, Bischof von Barahona
- Rafael Muñoz Núñez (1925–2010), mexikanischer Geistlicher, Bischof von Aguascalientes
- Ramón Núñez (* 1985), honduranischer Fußballspieler
- Ramón Núñez Centella (* 1946), spanischer Naturwissenschaftler
- Richard Núñez (* 1976), uruguayischer Fußballspieler
- Robert Nunez (* 1964), US-amerikanischer Tubist
- Rodolfo Valenzuela Núñez (* 1954), guatemaltekischer Geistlicher, Bischof von Verapaz, Cobán
- Rodrigo Núñez (* 1977), chilenischer Fußballspieler
- Rogelio Núñez (1927–2009), chilenischer Fußballspieler
- Romina Núñez (* 1994), argentinische Fußballspielerin
- Ruth Núñez (* 1979), spanische Schauspielerin
- Ronald Hugo Fuentes Núñez (* 1969), chilenischer Fußballspieler, siehe Ronald Fuentes
- Romeo Gutiérrez Núñez (a. 1960–1963), uruguayischer Politiker
- Rubén Martínez Núñez (* 1963), chilenischer Fußballspieler und -trainer

### S
- Samuel B. Nunez, Jr. († 2012), US-amerikanischer Politiker
- Selina Herrero Nuñez (* 1993), deutsche Popsängerin, siehe Selina Herrero
- Serafina Núñez (1913–2006), kubanische Lehrerin und Schriftstellerin
- Sergio Núñez (Fußballspieler, 1982) (* 1982), chilenischer Fußballspieler
- Sergio Núñez (Fußballspieler, 2000) (* 2000), uruguayischer Fußballspieler
- Sigrid Nunez (* 1951), US-amerikanische Schriftstellerin

### T
- Tomasa Núñez (1951–1981), kubanische Speerwerferin

### U
- Unai Núñez (* 1997), spanischer Fußballspieler

### V
- Vanesa Núñez (* 1981), venezolanische Gewichtheberin
- Vas Nuñez (* 1995), Fußballspieler für Hongkong
- Vasco Núñez de Balboa (1475–1519), spanischer Conquistador und Gouverneur
- Victor Nuñez (Regisseur) (* 1945), US-amerikanischer Regisseur
- Víctor Núñez (Fußballspieler) (* 1980), costa-ricanischer Fußballspieler
- Vicente Castellanos y Núñez (1870–1939), mexikanischer Geistlicher, Bischof von Tulancingo

### X
- Xosé Manoel Núñez Seixas (* 1966), spanischer Historiker

### Y
- Yaqui Núñez del Risco (1939–2014), dominikanischer Journalist, Fernsehmoderator und -produzent
- Yeral Núñez (* 2003), dominikanischer Hürdenläufer